# Rajec
Rajec (deutsch Rajetz, ungarisch Rajec) ist eine Stadt mit zirka 6000 Einwohnern in der Nordwestslowakei.

## Geographie
Sie liegt im Rajčanka-Tal, etwa 20 Kilometer südlich der Stadt Žilina.

## Geschichte
Der Ort wurde 1193 zum ersten Mal urkundlich als Raich erwähnt und hatte bereits im Mittelalter das Marktrecht; in der Stadt blühte das Handwerk.

## Bevölkerung
| Jahr:                | 1994. | 2004.   | 2014.   | 2024.   |
| -------------------- | ----- | ------- | ------- | ------- |
| Anzahl der Personen: | 6404  | 6074    | 5881    | 5703    |
| Unterschied:         |       | -5,15 % | -3,17 % | -3,02 % |

| Jahr:                | 2023. | 2024.   |
| -------------------- | ----- | ------- |
| Anzahl der Personen: | 5777  | 5703    |
| Unterschied:         |       | -1,28 % |

## Sehenswürdigkeiten

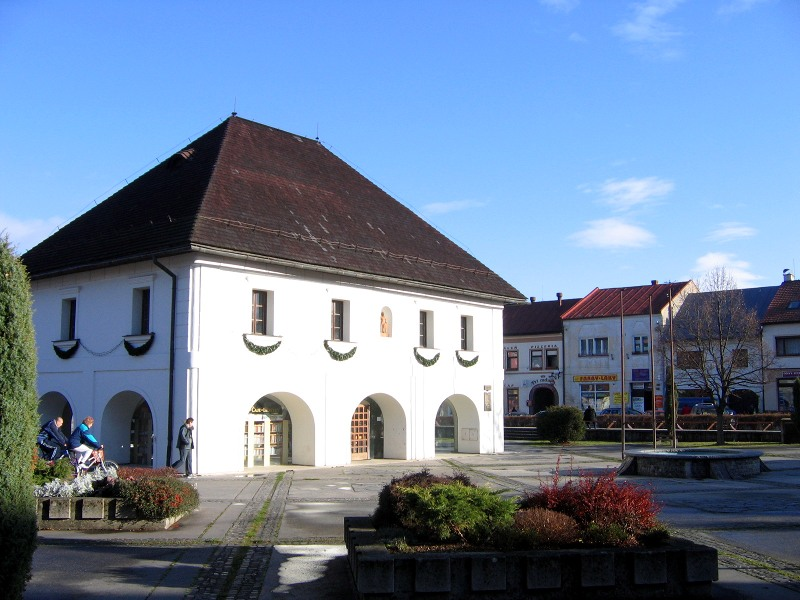
Platz des SNP im Ort

Der Marktplatz wird nur noch von wenigen historischen Gebäuden gesäumt, so das Renaissance-Rathaus, an dem die Spuren der Barockisierung aus dem 18. Jahrhundert bei den neuesten Restaurierungsarbeiten wieder beseitigt wurden. Der im 14. Jahrhundert erbauten gotischen Pfarrkirche wurde ebenfalls im 18. Jahrhundert ein barockes Äußeres verpasst. Am Arkadenhaus auf der Südseite der Kirche erinnert eine Gedenktafel an Juraj Slota (1819–1892, Professor der Matica slovenská).

## Persönlichkeiten
- Ferdinand Ďurčanský (1906–1974), slowakischer Nationalist und Politiker während der Slowakischen Republik
- Juraj Slota (Slotta) (* 1819 - † 1882), – Römisch-katholischer Priester, Publizist, Herausgeber und Pädagoge.
- Cyril Gabriel Zaymus (Zajmus) (* 1843 - † 1894), – Römisch-katholischer Priester, Nationalarbeiter, Pädagoge, Schriftsteller, Übersetzer.
- Eugen Pažický (* 1876 - † 1919), – Entomologe, Anwalt.
- Ján Frivaldský (* 1882 - † 1895), –  Naturforscher, Entomologe und Museologe.
- Matúš Kavec (* 1898 - † 1980), – Schriftsteller.
- Rudolf Pribiš (* 1913 - † 1984), – Bildhauer, Medaillengewinner und Kunstlehrer
- Andrej Pauliny (* 1925 - † 2005), – Römisch-katholischer Priester, Salesianer, Grafiker, Herausgeber, Direktor des slowakischen Gymnasiums in Rom, Übersetzer, Pädagoge.
- Vladimír Kompánek (* 1927 - † 2011), –  Maler und Bildhauer.
- Hana Slivková (* 1923 - † 1984), – Schauspielerin.
- Ferdinand Milučký –  Architekt, Projektant und Urbanist.

## Partnerstadt
- Krnov, Tschechien